# Scolietto
Scolietto o Scoglietto (in croato Školjić) è uno scoglio disabitato della Croazia situato lungo la costa dell'isola di Unie.
Amministrativamente appartiene al comune di Lussinpiccolo, nella regione litoraneo-montana.

## Geografia
Scolietto è bagnato dalle acque del Quarnaro e si trova a ovest di valle di Unie (uvala Unije) e a nord di punta Art (rt Nart), lungo la costa centro-occidentale dell'isola di Unie. Nei punti più ravvicinati, dista da Unie 485 m e dalla terraferma (punta Merlera sulla penisola d'Istria) 26 km.
Scolietto è uno scoglio allungato, orientato in direzione ovest-est, che misura 130 m di lunghezza e 60 m di larghezza massima. Ha una superficie di 4889 m² e uno sviluppo costiero di 285 m.

### Cartografia
- (HR) Mappa topografica della Croazia 1:25000, su preglednik.arkod.hr.